# Travians
Travians was een browserspel dat zich afspeelde in de Romeinse tijd. Het was ontwikkeld door Travian Games GmbH en het was een variant van het niet te verwarren Travian.
De bedoeling was om hier een eigen bestaan op te richten door een huis te bouwen, opdrachten te doen (quests), werken, eten en vechten.
Ondanks grote protesten van de spelers werden de servers op 25 juli 2014 gesloten. De homepage van Travians is nu niet meer toegankelijk.